# Callichlamys undulata
Callichlamys undulata är en insektsart som beskrevs av George Willis Kirkaldy 1907. Callichlamys undulata ingår i släktet Callichlamys och familjen vedstritar.
Artens utbredningsområde är Fiji. Inga underarter finns listade i Catalogue of Life.